# 水表

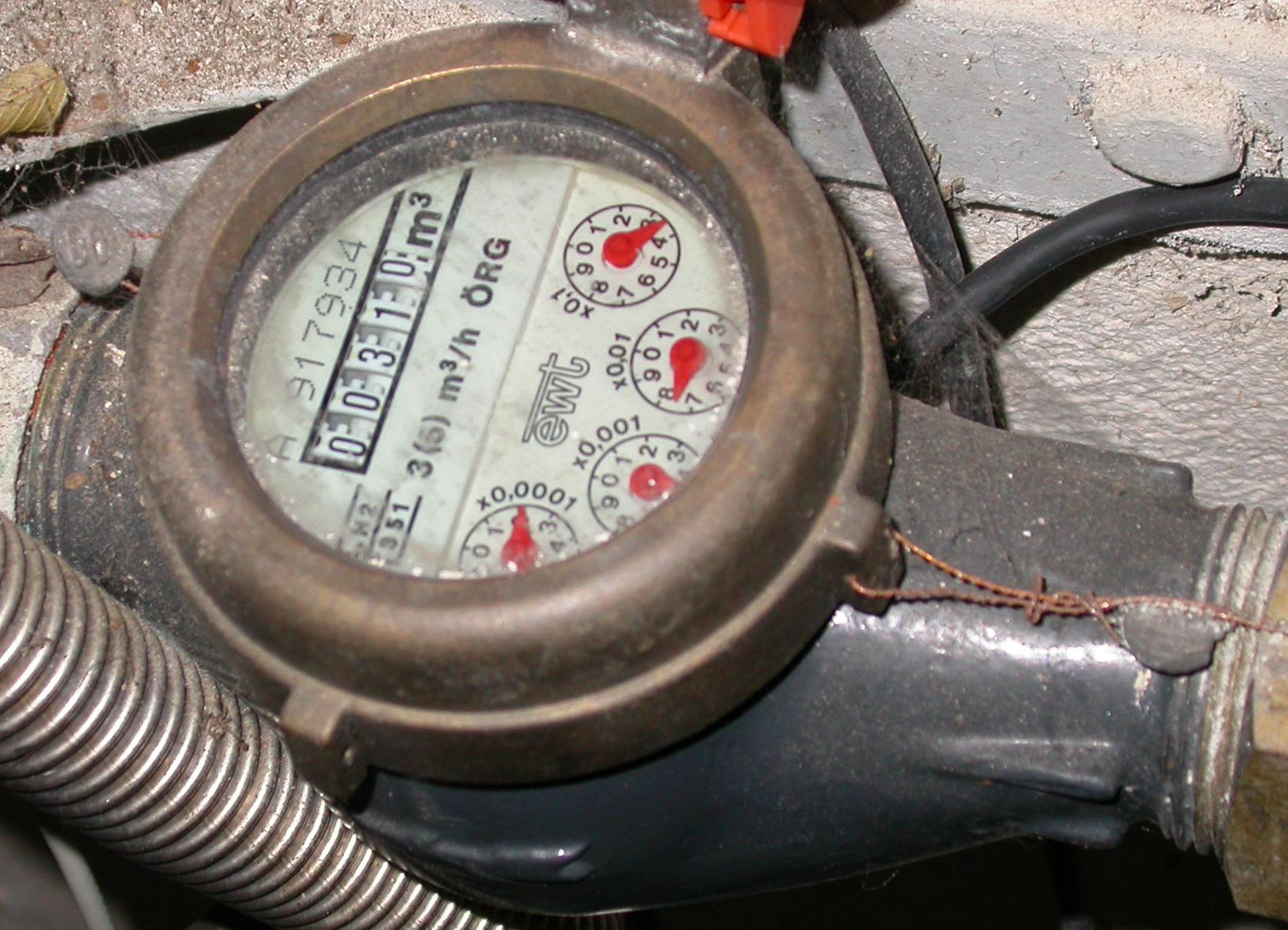
一般家用水錶

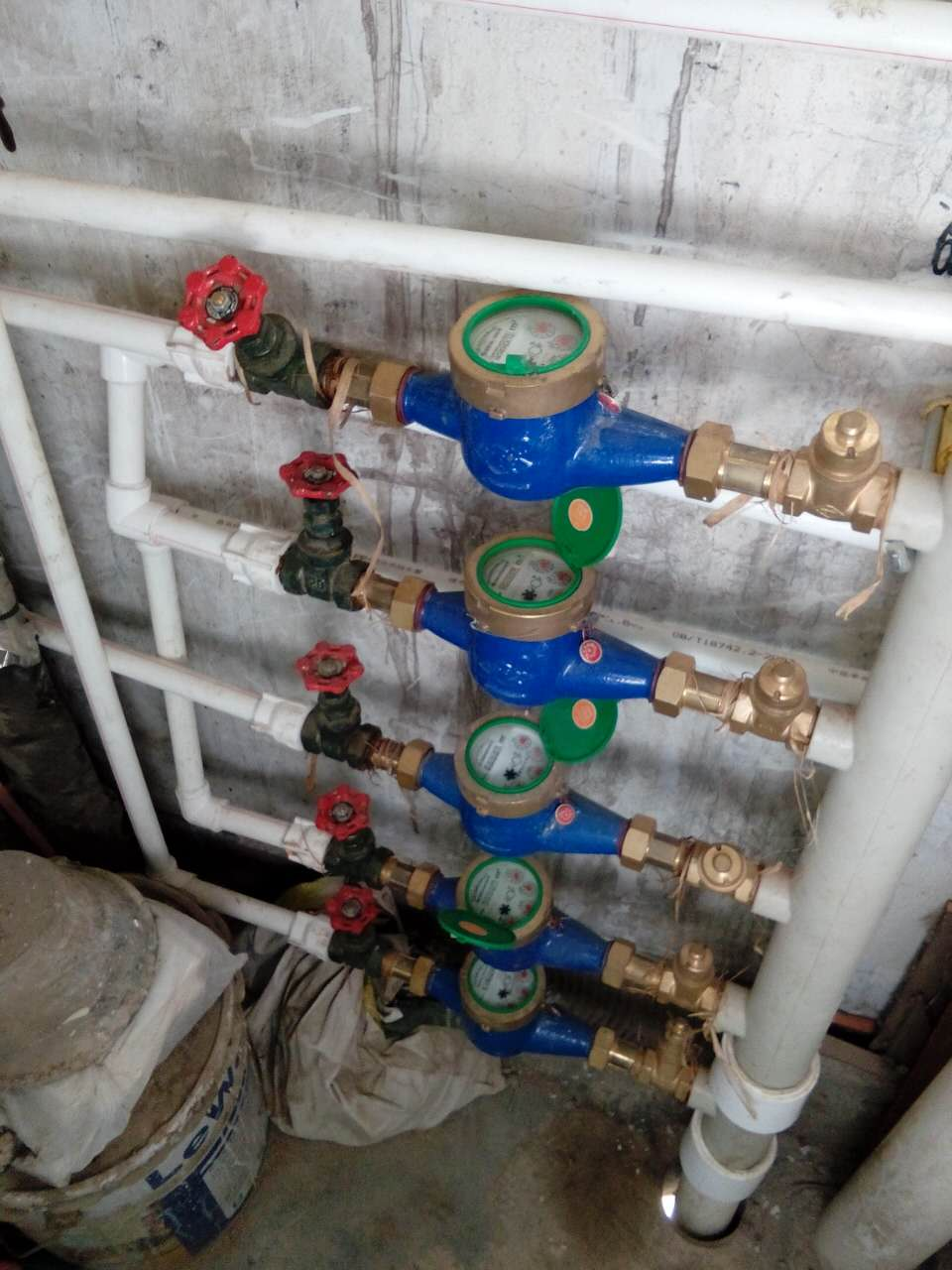
位于楼梯内的水錶组

，或稱水量計、量水器，是一種測量水的使用量的裝置。常見於自來水的用戶端，其度數用以計算水費的依據。水錶通常總測量單位為立方英尺（ft³）或是立方米（m³）。

## 水表讀數
由右至左
0.1公升  1公升  10公升  100公升  1立方米(1000公升)  10立方米  100立方米  1000立方米

## 種類
- 速度式水表（通过流速来计算用水量）
  - 旋翼式水表
  - 螺翼式水表
- 容積式水表（以恒定的腔体循环储水、放水计算用水量）
  - 電子式水表（计数采集机构非机械方式）
- 依照计数采集机构是否浸在水中，可再分為：
  - 濕式水表
  - 乾式水表
  - 液封水表

## 網絡文化
“查水表”在中國大陸的網民間被視作受到政府部門（如警察）上門調查、傳喚或拘捕的戲稱；類似的稱呼還有“跨省”、“請喝茶”、“社區送溫暖”、“精準扶貧”、「上門做核酸」等。

## 相關
- 電錶
- 瓦斯錶
- 電子水量計